# NGC 7340
NGC 7340 este o galaxie situată în constelația Pegas. A fost descoperită în 10 septembrie 1849 de către William Parsons, 3rd Earl of Rosse⁠(d). Se află la o distanță de 87,9 de megaparseci de Pământ.